# Laran (Hautes-Pyrénées)
Laran ist eine französische Gemeinde mit 46 Einwohnern (Stand 1. Januar 2022) im Département Hautes-Pyrénées in der Region Okzitanien (vor 2016: Midi-Pyrénées). Sie gehört zum Arrondissement Tarbes und zum Kanton Les Coteaux. Die Einwohner werden Laranais und Laranaises genannt.

## Geographie
Laran liegt circa 33 Kilometer östlich von Tarbes in der historischen Provinz Quatre-Vallées am östlichen Rand des Départements. Die südwestliche Gemeindegrenze wird vom Fluss Sole, die östliche vom Fluss Gers markiert.
Umgeben wird Laran von den vier Nachbargemeinden:
|        | Caubous                                     |                 |
| Recurt | Kompassrose, die auf Nachbargemeinden zeigt | Monléon-Magnoac |
|        | Gaussan                                     |                 |

## Einwohnerentwicklung
Nach Beginn der Aufzeichnungen stieg die Einwohnerzahl bis zur Mitte des 19. Jahrhunderts auf einen Höchststand von 200. In der Folgezeit sank die Größe der Gemeinde bei kurzen Erholungsphasen, bis sie sich in den 1960er Jahren auf ein Niveau von rund 45 Einwohnern stabilisierte, das bis heute gehalten wird.
| Jahr      | 1962 | 1968 | 1975 | 1982 | 1990 | 1999 | 2006 | 2011 | 2022 |
| --------- | ---- | ---- | ---- | ---- | ---- | ---- | ---- | ---- | ---- |
| Einwohner | 44   | 45   | 42   | 45   | 47   | 42   | 41   | 51   | 46   |

## Sehenswürdigkeiten

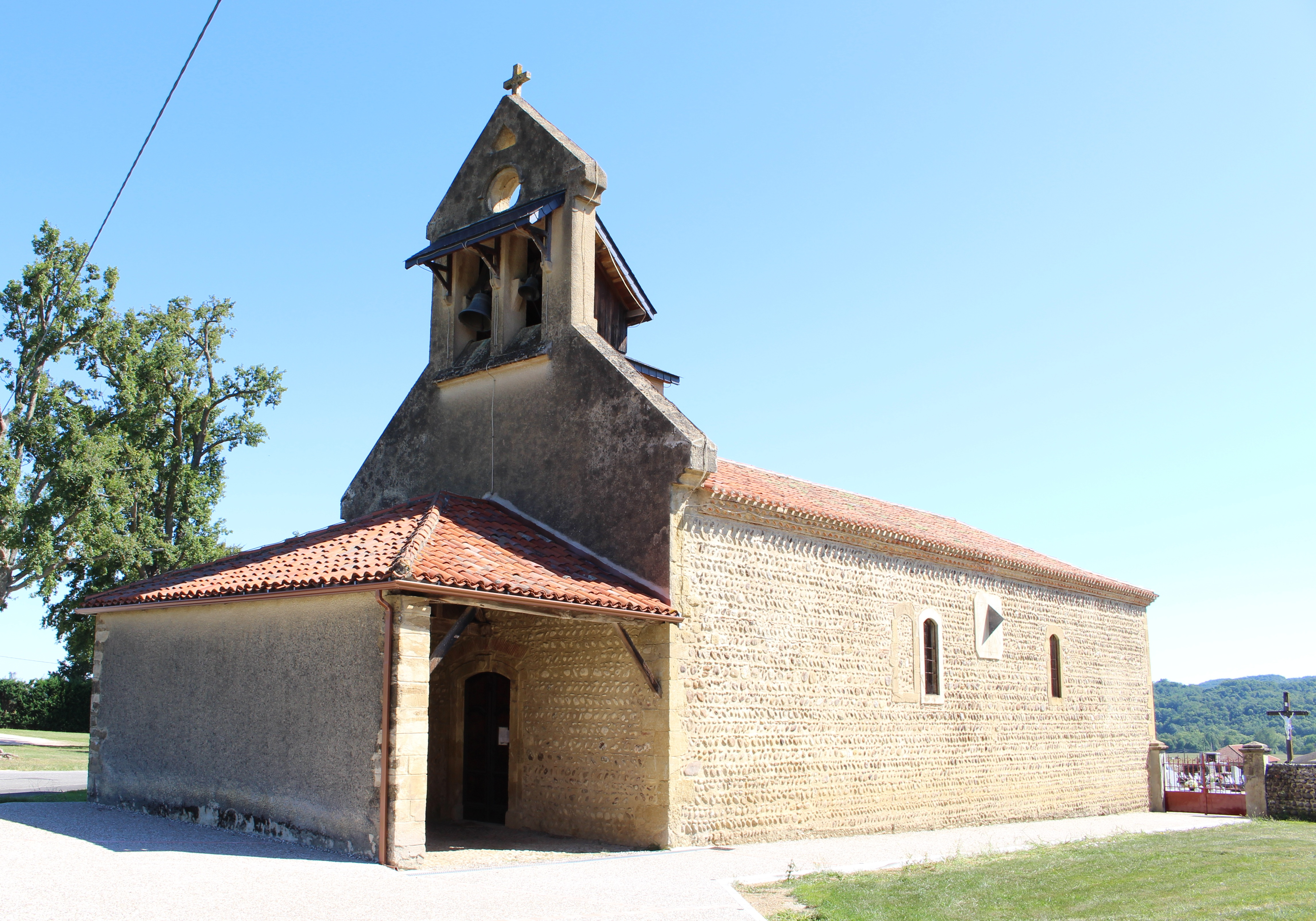
Pfarrkirche Saint-Michel

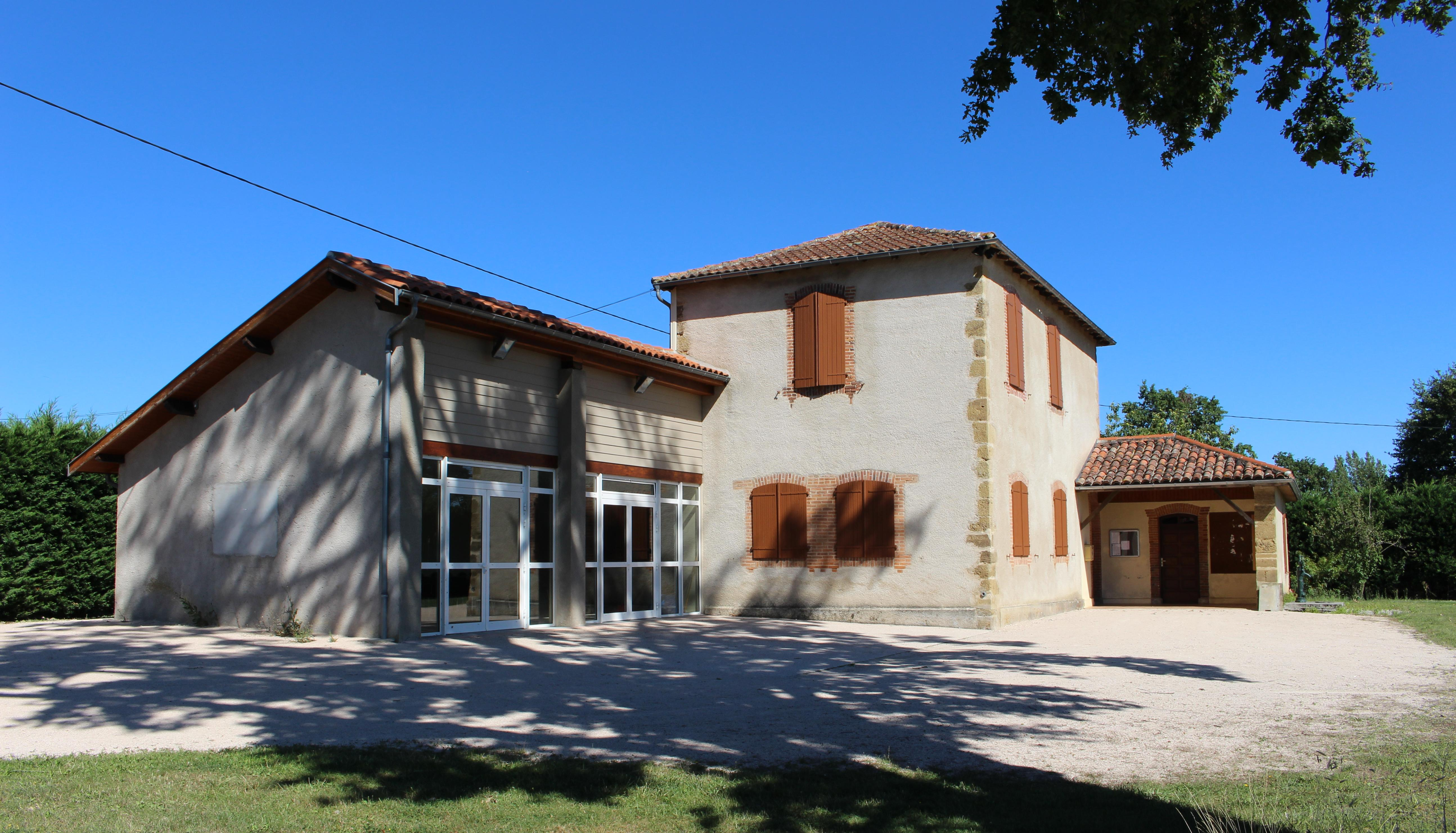
Rathaus (mairie)

- Pfarrkirche Saint-Michel

## Wirtschaft und Infrastruktur
Laran liegt in den Zonen AOC der Schweinerasse Porc noir de Bigorre und des Schinkens Jambon noir de Bigorre.

### Verkehr
Laran wird von den Routes départementales 28, 137 und 929, der ehemaligen Route nationale 129, durchquert.